# Torcida Verde
A Torcida Verde é uma claque de apoio ao Sporting Clube de Portugal, que foi formada a 11 de Novembro de 1984, e reconhecida oficialmente pelo clube em 1988.

## História
A conjuntura que antecedeu a formação das claques em Portugal transmitia a ideia generalizada de ser o Brasil o "país das Torcidas", a única realidade conhecida em Portugal em termos de claques organizadas. No próprio Sporting da década de 70, o grupo impulsionador "Vapores do Rego" conhecia origens "sambistas".
As origens "sambistas" datam do inicio dos anos 70.
No próprio Sporting, o grupo de brasileiros "Vapores do Rêgo" que, desde os meados dos anos 70, animava a Superior Sul era uma referência bastante original num país, em nada habituado a tais manifestações de entusiasmo.
A claque na época era formada por estudantes brasileiros residentes em Lisboa (na sua maioria estudantes de Medicina) e residentes no Bairro do Rego em Lisboa (ao lado do Hospital de Santa Maria onde estudavam) daí o nome da banda, "Vapores do Rêgo".
Acompanhavam o Sporting Clube de Portugal, não só no Estádio José Alvalade, mas, também pelo país afora.
Ficaram celebres os famosos "autocarros verdes", "comboios verdes" e até os "aviões verdes".
O último "avião verde" em que os "Vapores do Rêgo" viajaram, foi quando o Sporting se deslocou a Magdeburg (na época Alemanha de Leste).
Essa viagem ficou famosa porque, no regresso, ficaram retidos em Madrid devido ao celebre 25 de Abril de 1974 e tinha dado inicio a "Revolução dos Cravos".
O regresso só foi possível, por via terrestre, no "autocarro verde" e pela fronteira de Badajoz.
Aparecidos em 1983, tendo nessa altura aceite um convite da Juventude Leonina para se unirem, devido ao grande número de grupos de apoio existentes no clube. Porém, a experiência fracassou e o mesmo viria a acontecer posteriormente quando a Torcida se juntou à Força Verde.
Assim, a 11 de Novembro de 1984, nasceu a Torcida Verde como grupo autónomo, inspirada nos valores do Sporting Clube de Portugal, instituição desportiva verdadeiramente ecléctica que supera largamente o conceito de "clube de futebol".
Sem apoios mas com uma atitude positiva, conquistaram o seu espaço próprio e demonstraram a sua fidelidade ao Sporting, marcando sempre presença em diferentes atividades como voleibol, basquetebol, andebol, atletismo e futebol. Através destas iniciativas, o Sporting Clube de Portugal reconheceu em 1988 a Torcida Verde como grupo oficial de apoio ao clube.
Em 1986, quase de forma clandestina, um responsável do clube cedeu um "espaço" no interior do Estádio para a claque. Mas em 1994, a Torcida Verde constituiu-se como Associação e inaugurou a sua sede.

## Uma Torcida interventiva
A Torcida Verde destaca-se pelo trabalho na defesa do ecletismo dentro do Sporting, enquanto bandeira do Ideal de Francisco Stromp. A defesa das modalidades, em paralelo com a defesa de atletas míticos e figuras histórias do Clube, não apenas da modalidade rei mas também do Hóquei em Patins, do Atletismo, do Andebol e muitas outras, transforma a Torcida Verde num dos últimos baluartes do genuíno ideal leonino. O grupo ultra sportinguista está habitualmente nas bancadas a apoiar diversas modalidades, mas principalmente o Futsal, o Hóquei em Patins, o Andebol, o Voleibol e obviamente, o Futebol.
A Torcida procurou alargar a sua área de intervenção e diversificar as suas atividades, desenvolvendo uma ação construtiva na vida associativa do seu clube e, simultaneamente, potenciando as suas forças para áreas de intervenção social.
A 4 de Dezembro de 1991, a Torcida iniciou e desenvolveu o protocolo protagonizado pelo Sporting Clube de Portugal e o Projecto Vida, no combate profilático à toxicodependência. Esta iniciativa envolveu cerca de 5000 jovens do distrito de Lisboa que, nos anos de 1992 e 1993, tiveram oportunidade de conhecer a prática desportiva nas instalações desportivas do Clube.
Mas muitas outras acções foram desenvolvidas pela Torcida Verde:
- Em 1989, colaboração na construção da Biblioteca do Sporting.
- Em 1990, ajuda na organização de concertos efectuados no Estádio José Alvalade: Rolling Stones, Tina Turner, David Bowie, Bryan Adams, Bon Jovi, Guns N' Roses e muitos outros.
- Em 1991, pintura das bancadas do Estádio José Alvalade a verde e branco, a titulo voluntário (num total de 15000 m²).
- Em 1994, colaboração na construção do Museu do Sporting.
- Desde 1993, organização de eventos desportivos como forma de solidificar a coesão do grupo.[7]

## Contra o "sistema"
Em 1994/95, e quando ainda ninguém falava do "sistema", a Torcida efetuou uma coreografia no jogo contra o Tirsense, apresentando as faixas "O futebol em Portugal é um bacanal" e "Fuck The System", expondo a corrupção e hipocrisia existentes nas instituições do futebol português. A acompanhar, alguns estandartes elucidativos das relações menos próprias entre os principais dirigentes do futebol nacional na altura.
Nos anos seguinte, foram realizadas diversas coreografias sobre o mesmo tema, tendo a faixa "Fuck The System" corrido todos os estádios nacionais.
Outra das áreas de intervenção é o Futebol Negócio. A denúncia dos nefastos interesses dos empresários, da influência negativa da Pay TV nos horários dos jogos, os preços proibitivos dos bilhetes de futebol e outros temas relacionados com o Futebol Moderno, são alguns dos assuntos abordados pela Torcida Verde.
Por outro lado, o grupo denuncia o fosso criado entre os dirigentes e os futebolistas, que pautam a sua atividade por interesses comerciais e os adeptos, que vivem os clubes com paixão. Duas realidades antagónicas, que têm destruído a vertente popular do desporto rei.